# Nigma gertschi
Nigma gertschi är en spindelart som först beskrevs av Lucien Berland och Jacques Millot 1940.  Nigma gertschi ingår i släktet Nigma och familjen kardarspindlar.
Artens utbredningsområde är Senegal. Inga underarter finns listade i Catalogue of Life.